# Jacq Engels
Jacobus Alphonsus (Jacq) Engels (Rotterdam, 18 januari 1896 – Haarlem, 27 januari 1982) was een politiek activist. 
Als vrije jeugdbeweger werd hij op zijn 17e lid van de SDAP. Hij werd gegrepen door de jongeren- en geheelonthoudersbeweging, de ideeën achter productiecoöperaties en door de revolutie van 1917. Hij werd lid van de Communistische Partij Holland (CPH). Door samenwerking met Henriëtte Roland Holst kwam hij bij de Nationaal Arbeids-Secretariaat (NAS) terecht, dat hij na een conflict met de trotskist Henk Sneevliet over geweldloosheid verliet. Vanuit de SDAP werkte hij intensief onder de werklozen. Na de Tweede Wereldoorlog speelde hij een rol op de linkervleugel van de PvdA, in de vredesbeweging de Derde Weg en later in de PSP. Hij was niet gebonden aan een kerk, maar beschouwde zich wel als religieus socialist en leverde op hoge leeftijd nog bijdragen aan "Militia Christi", het toenmalige blad van Kerk en Vrede. 